# Skedevid

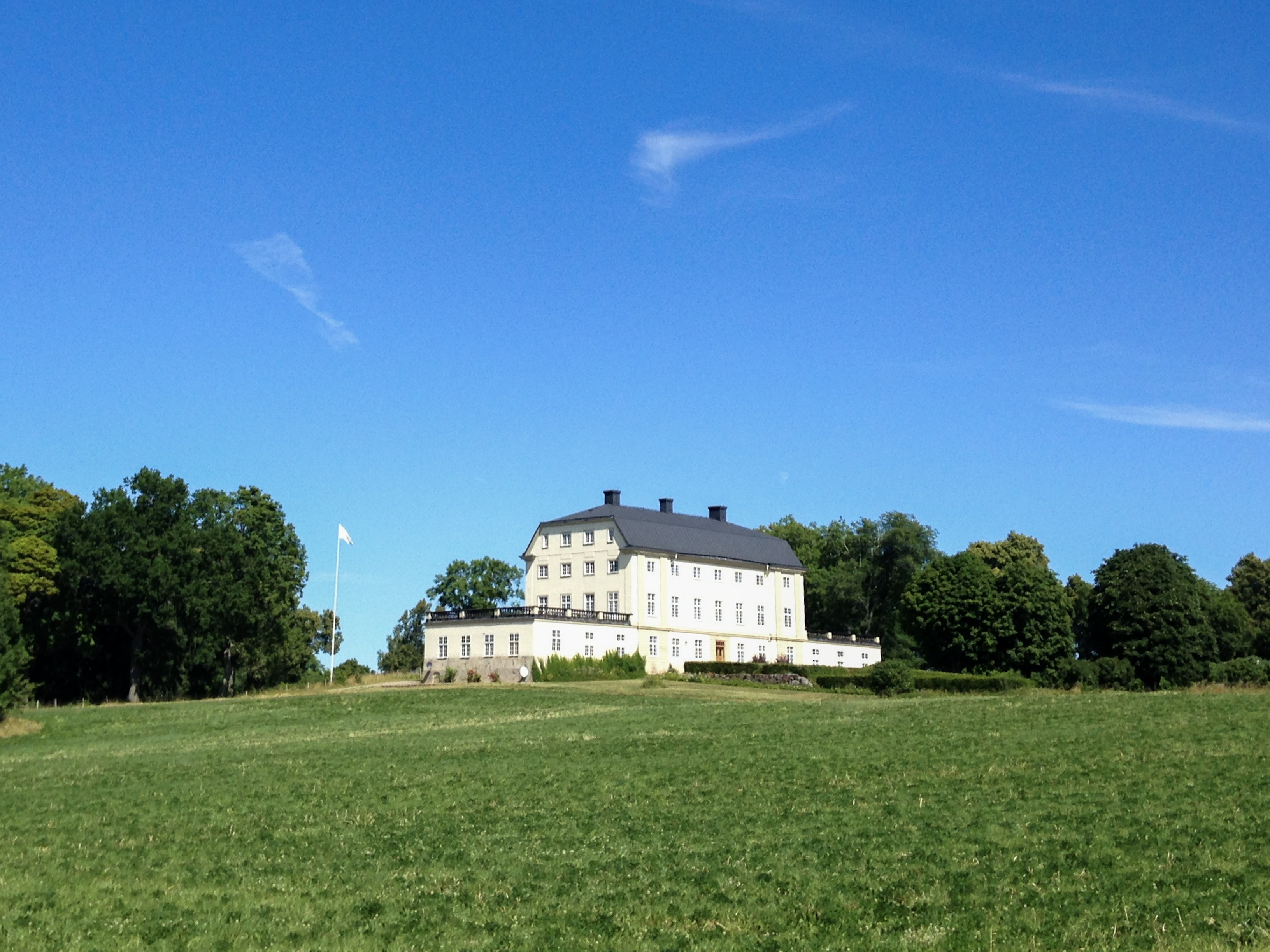
Skedevid slott

Skedevid är en egendom och slott i Tjärstads socken, Kinda kommun, Östergötlands län. Egendomen är belägen strax söder om Rimforsa.
Skedevid slott ligger vid Skedevid kanal som förbinder sjöarna Ämmern och Åsunden.
Skedevid omtalas första gången 1279, och testementerades 1345 till Linköpings domkyrka 1345. Sedan 1600-talet har det tillhörde ätterna von Scheiding, Spens, Wrangel och Falkenberg. Nuvarande huvudbyggnad uppfördes 1769-81 efter ritningar av Carl Fredrik Adelcrantz. Slottet är av sten i tre våningar med mansardtak och balustradprydda envåningsflyglar. 1942 blev slottet behandlingshem för vuxna utvecklingsstörda.
I anslutning till slottet har Schedevi Psykiatri sin anläggning där det bedrivs behandling av funktionshindrade med psykisk störning.
Slottet är sedan länge avskilt från markegendomen Skedevid säteri, som omfattar ca 400 hektar jord och skog. Ägare till säteriet är familjen Bergman.